# Сантос, Алехандро де лос
Алехандро Никола́с де лос Сантос Годой (исп. Alejandro Nicolás de los Santos Godoy; 17 мая 1902, Парана — 19 февраля 1982, Буэнос-Айрес) — аргентинский футболист, левый нападающий. Единственный чернокожий игрок в истории сборной Аргентины.

## Карьера
Алехандро де лос Сантос родился в семье выходцев из Анголы, которые были рабами. Они сбежали из мест своего нахождения и вплавь добрались до первого попавшегося корабля, на котором в конце XIX века прибыли в Аргентину. Помимо Алехандро в семье был сын Мануэль и дочь Мерседес. Его родители умерли в 1908 году, из-за чего дети были вынуждены переехать в Буэнос-Айрес.
В Буэнос-Айресе де лос Сантос начал играть в футбол, выступая за клубы «Уондерерс» , «Энигма» и «Ориенте-дель-Суд», который вывел во второй дивизион. Оттуда Алехандро перешёл в «Сан-Лоренсо», где дебютировал 22 мая 1921 года в матче с «Банфилдом» (2:0) и в котором забил гол. Всего за клуб Алехандро забил два гола в 8 матчах. В том же году он ушёл в клуб «Спортиво». Дебютной игрой футболиста стал матч с «Сан-Тельмо» (1:0). В 1924 году де лос Сантос стал игроком клуба «Порвенир». За эту команду футболист сыграл 148 матчей и забил 80 голов. Завершил карьеру Алехандро в «Уракане». Там футболист дебютировал 16 августа 1931 года в матче с «Эстудиантесом» (2:1). Всего за команду де лос Сантос провёл 88 матчей и забил 25 голов. Последний матч в карьере нападающий сыграл 29 апреля 1934 года с «Индепендьенте» (1:4).
В составе сборной Аргентины Алехандро дебютировал в 1922 году в матче с Уругваем, став первым чернокожим игроком в истории этой команды. В 1925 году в составе национальной сборной он поехал на чемпионат Южной Америки. На турнире нападающий сыграл один матч — с Бразилией, ничья в котором принесла Аргентине титул. Этот матч стал последним, проведённым де лос Сантосом в форме сборной страны. В 1930 году он был кандидатом на поездку на чемпионат мира. Но на сам турнир не попал, по некоторым недоказанным данным, из-за цвета кожи.
После завершения карьеры де лос Сантос работал таможенником в порту Буэнос-Айреса. Также он три раза становился главным тренером «Уракана», а в 1939 году тренером «Спортиво». В конце жизни де лос Сантос страдал от атеросклероза и был серьёзно ограничен в передвижении.

## Международная статистика
| Матчи Алехандро де лос Сантоса за сборную Аргентины | Матчи Алехандро де лос Сантоса за сборную Аргентины | Матчи Алехандро де лос Сантоса за сборную Аргентины | Матчи Алехандро де лос Сантоса за сборную Аргентины | Матчи Алехандро де лос Сантоса за сборную Аргентины | Матчи Алехандро де лос Сантоса за сборную Аргентины | Матчи Алехандро де лос Сантоса за сборную Аргентины |
| --------------------------------------------------- | --------------------------------------------------- | --------------------------------------------------- | --------------------------------------------------- | --------------------------------------------------- | --------------------------------------------------- | --------------------------------------------------- |
| №                                                   | Дата                                                | Место проведения                                    | Оппонент                                            | Счёт                                                | Голы                                                | Турнир                                              |
| 1                                                   | 10 декабря 1922                                     | Монтевидео                                          | Уругвай                                             | 0:1                                                 | −                                                   | Кубок Чести Уругвая                                 |
| 2                                                   | 22 июля 1923                                        | Монтевидео                                          | Уругвай                                             | 2:2                                                 | −                                                   | Кубок Чести Уругвая                                 |
| 3                                                   | 18 мая 1924                                         | Асунсьон                                            | Парагвай                                            | 1:2                                                 | −                                                   | Кубок Шевалье Бутеля                                |
| 4                                                   | 9 июля 1925                                         | Буэнос-Айрес                                        | Парагвай                                            | 1:1                                                 | −                                                   | Кубок Шевалье Бутеля                                |
| 5                                                   | 25 декабря 1925                                     | Буэнос-Айрес                                        | Бразилия                                            | 2:2                                                 | —                                                   | Чемпионат Южной Америки                             |

## Достижения
- Обладатель Кубка Чести Уругвая: 1923
- Обладатель Кубка Шевалье Бутеля: 1924, 1925
- Чемпион Южной Америки: 1925

## Личная жизнь
Алехандро был женат на Маргарите Кальво, которая была уроженкой Кастильи-ла-Вьехи. У них родилось семь детей: дочери Антония (1928), Ирен Хайди (1930), Маргарита (1933), Мерседес Эстер (1936), Делия (1937), Эльвира (1938) и сын Алехандро (1941). В 1944 году Маргарита Кальво умерла.